# Cynortellana bisignata
Cynortellana bisignata is een hooiwagen uit de familie Cosmetidae.